# Krecsányi Veron
Krecsányi Veron, született: Eliser Veronika Julianna (Arad, 1879. január 24. – Budapest, 1966. november 29.) színésznő. Krecsányi Ignác színigazgató és Kiss Veron színésznő nevelt lánya.

## Életútja
Eliser Vilmos vármegyei hajdú és Desinkovics Terézia lánya. Színipályára lépett 1895. november 1-jén, nevelőapja temesvár–pozsonyi társulatánál. 1914-ben visszavonult a színpadtól. Ezt követően a Nemzeti Színházban, illetve a Népoperában volt páholykezelő.
Férje Ferenczy Károly színész volt, aki 1902-ben megszöktette és Szegeden, március 20-án házasságot kötöttek.
Gyermekeik:
- Ferenczy Veronika (sz. Pozsony, 1903. január 17. – ?). Férje Lag József kereskedő volt.
- Ferenczy Károly
- Ferenczy János

[[Fájl:Krecsányi Ignác és családja síremlékének felirata a Fiumei Úti Sírkertben.jpg|balra|200px|thumb|A Krecsányi család Fiumei úti sírkertben lévő síremlékének felirata 9/2-1-39/40
A Fiumei úti sírkertben, a Krecsányi családi sírboltban helyezték végső nyugalomba (9/2-1-39/40).

## Fontosabb szerepei
- Sári (Herczeg Ferenc: A Gyurkovics-lányok)
- Marcsa (Millöcker: Boszorkányvár)
- Kissie táncosnő (Kerker: New York szépe)